# St. Menas (Koblenz)

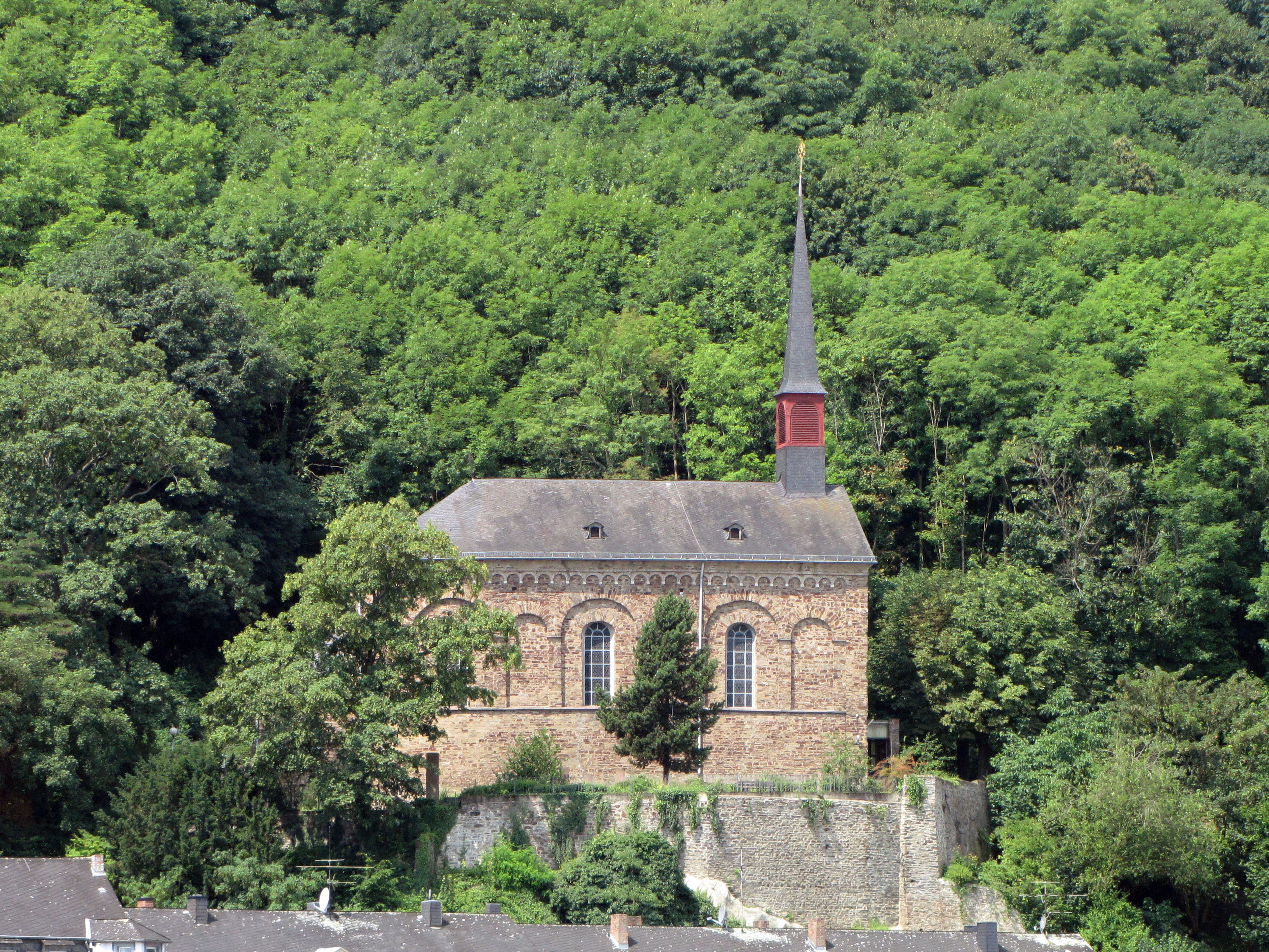
Die Pfarrkirche St. Menas in Koblenz-Stolzenfels

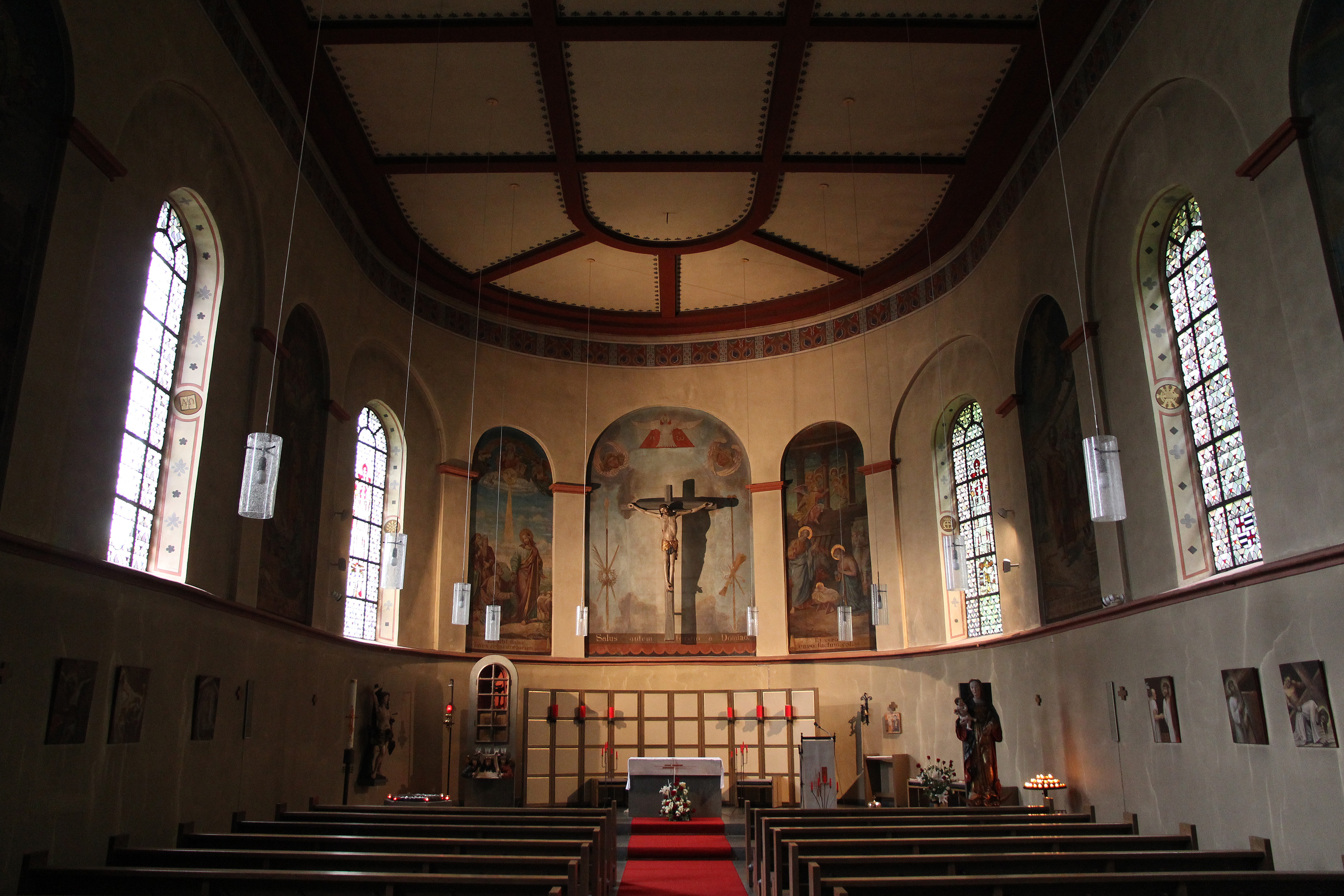
Innenraum von St. Menas

Die Pfarrkirche St. Menas ist eine katholische Kirche in Koblenz. Die 1833 vollendete Pfarrkirche befindet sich im Hang über dem Stadtteil Stolzenfels. Sie trägt das Patrozinium des heiligen Menas, dem einzigen nördlich der Alpen.

## Geschichte
Eine erste Kapelle wurde als „capella Sewardi“ in Stolzenfels erbaut und war eine Filiale von St. Kastor in Koblenz. Sie lässt sich seit 1100 nachweisen und gab dem Ort seinen früheren Namen „Kapellen“ (erstmals 1153 als „Capella“ genannt). Das sehr ungewöhnliche Menas-Patrozinium erhielt die Kapelle 1328, als sich die Kapelle im Besitz des Benediktinerklosters auf der Karthause befand. Im Jahr 1486 wurde sie zur Pfarrei erhoben. Die baufällige Kapelle wurde 1819 abgerissen.
An Stelle der Kapelle erbaute man 1826–1833 nach Plänen des Koblenzer Architekten Johann Claudius von Lassaulx eine neue Kirche, die am 5. Mai 1833 eingeweiht wurde. Die Ausmalungen wurden 1844 von Johann Adolf Lasinsky ausgeführt, die später aber wieder überstrichen wurden. Eine Sakristei wurde 1898 am Chor angebaut.
Der Lahnsteiner Maler M. Adler malte 1907 mehrere Bilder mit biblischen Szenen in die Rundbögen des Innenraumes. Von 1939 bis 1948 war Matthias Laros Pfarrer von St. Menas, der durch die Führung der Una-Sancta-Bewegung weltweite Bekanntheit erlangte. In den Jahren 1966 bis 1968 wurde die Kirche innen und außen renoviert. Dabei wurde ein Windfang nach den Entwürfen von Ferdinand Selgrad vor dem Eingang angebaut. Gleichzeitig wurde die liturgische Neugestaltung nach den Plänen des Architekten Rudolf Maria Birtel ausgeführt, die Wandmalereien Adlers übertüncht sowie die Kirche mit einem neuen Altar, einer Altarwand und neuen Bänken ausgestattet. Die Bilder legte man 1981 wieder frei und entdeckte in der zentralen Bogennische hinter dem Altar Reste der ersten Ausmalung von August Gustav Lasinsky (Marterwerkzeuge und Engelsköpfe).

## Bau und Ausstattung

### Außen
Die Pfarrkirche St. Menas ist ein neoromanischer Saalbau aus unverputztem Bruchsteinmauerwerk, der parallel zum Hang steht und mit einem Chor nach Süden halbrund abschließt. Über einem hohen Sockel wird der Bau durch eine rhythmische Folge von schmalen und breiten rundbogigen Blendnischen gegliedert. In den breiten Blendarkaden öffnet sich jeweils ein großes Rundbogenfenster. Ein Rundbogenfries aus hellem Tuffstein schließt die Wand nach oben ab. An der Nordseite des verschieferten Satteldachs erhebt sich ein Glockendachreiter mit hohem spitzen Helm. An der Frontseite der Kirche befindet sich eine Skulptur des heiligen Sebastian und der Eingang, der von zwei gebäudehohen Pilastern eingefasst ist. Sie schießt nach oben mit einem Dreiecksgiebel ab, darunter ein Rundfenster.
Um die Kirche herum befindet sich ein Friedhof mit den ältesten Grabstätten an der hohen Stützmauer im Westen. Hier befindet sich das Fragment eines Grabdenkmals (bezeichnet 1818), mit einem aufwändigen gusseisernen Kreuz, geschaffen in der Sayner Hütte. Ein weiteres bedeutendes Grabmal ist das für den Reichsbahnstellwerksmeister Joseph Gieres († 1929) mit einer klassizistischen Lahnmarmor-Grabstele.

### Innen
Der flach gedeckte Saal im Inneren ist hell verputzt und wiederholt die Wandgliederung des Außenbaus. Die Decke ist durch dunkel gestrichene, von Ornamenten verzierten Balken in große Felder geteilt. Die zwei Arkaden links und rechts des Altars sind mit Gemälden im Stil der Nazarener 1907 vom Maler M. Adler ausgemalt. In der mittleren Nische sind Reste der Erstausmalung Lasinskys 1981 freigelegt worden. In den beiden Apsisfenstern sind je ein spätgotisches Glasfenster mit Darstellungen von Johannes dem Täufer und der Kreuzigung, die von Lassaulx und seiner Frau gestiftet wurden, eingebaut.
Ausgestattet ist die Kirche seit 1955 mit einem ausdrucksvollen Kruzifix aus der Mitte des 15. Jahrhunderts mit einer farbig gefassten Holzplastik des sterbenden Christus. Das Kruzifix aus Nussbaum stand vormals auf dem benachbarten Friedhof. Rechts vom Altar steht eine modern gefasste Figur der Muttergottes auf der Mondsichel (um 1520) in einem bewegten Gewand mit einem Zepter in der Linken und dem nackten, mit einem Apfel spielenden Christuskind in der Rechten. Auf der linken Seite steht an der Ostwand auf einer modernen Konsole die Figur des heiligen Sebastian (um 1500) aus Lindenholz. Die jugendliche Figur ist an einen Baumstumpf gebunden und hebt die Rechte nach oben.
An der linken Seite der Kirche steht eine Figur des heiligen Menas, gekleidet als römischer Soldat, der die linke Hand über eine offene Flamme hält und die Rechte zum Schwur erhebt, entsprechend einer Legende, die sich auf sein Martyrium unter Kaiser Diokletian bezieht. Die Figur wurde 1940 vom Koblenzer Bildhauer Wilhelm Tophinke geschaffen. Sie wird flankiert von einer in einen Rahmen gefassten antiken „Menas-Ampulle“ (4./5. Jahrhundert), die Pilger, die das Menas-Heiligtum in Ägypten besucht hatten, mit sich führten. Sie ist ein Geschenk des Präsidenten der Societe d´Archeologie Copte (Kairo).
Des Weiteren befinden sich in der Kirche ein 1968 neu geschaffenes Tabernakel, das zwei Engelsfiguren mit dem „Schweißtuch der Veronika“ (um 1500) integriert, ein Pestkreuz aus dem 17. Jahrhundert und ein sechseckiger Taufstein mit Kantensäulchen aus hellem Sandstein in spätmittelalterlicher Form.

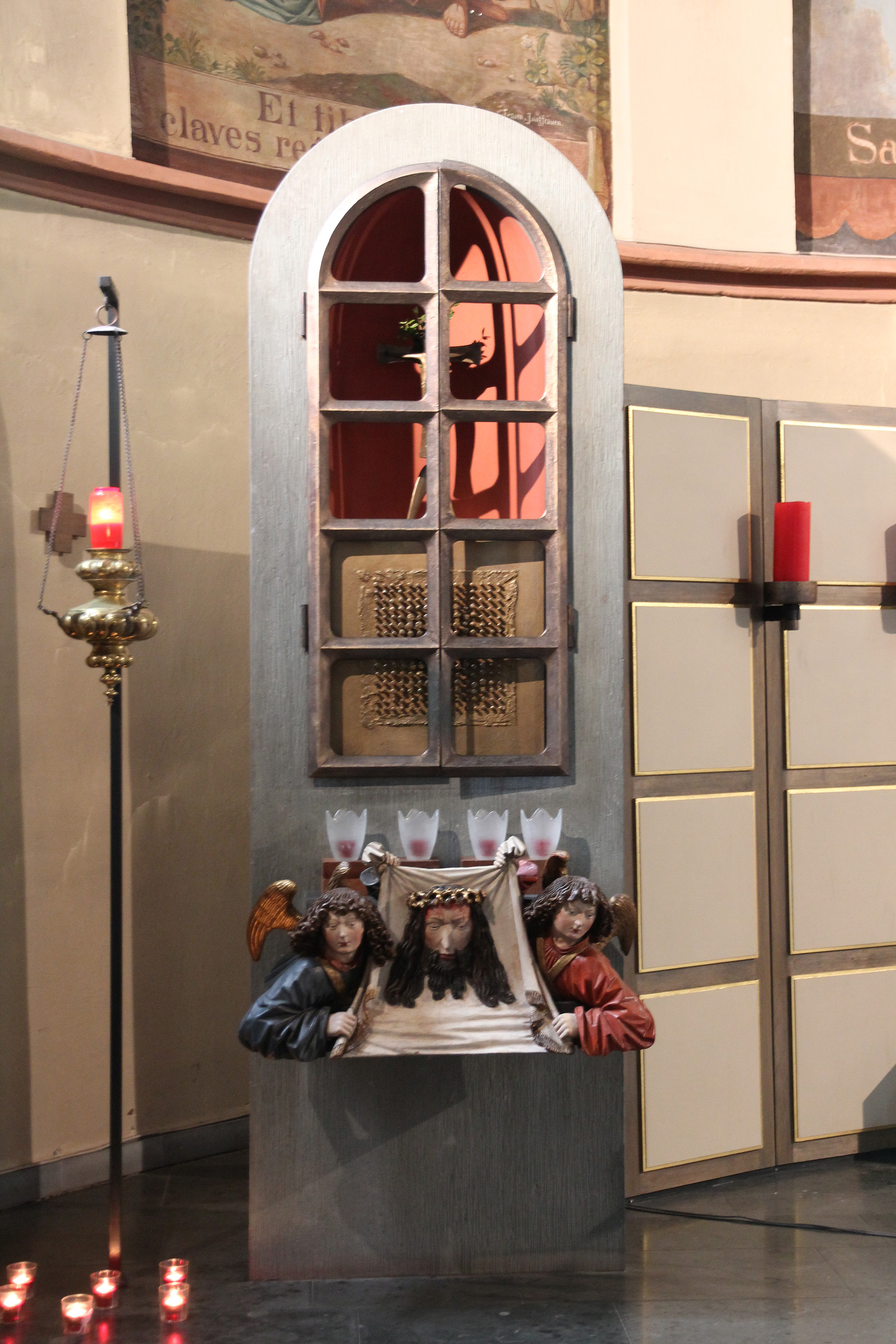
Tabernakel mit dem „Schweißtuch der Veronika“
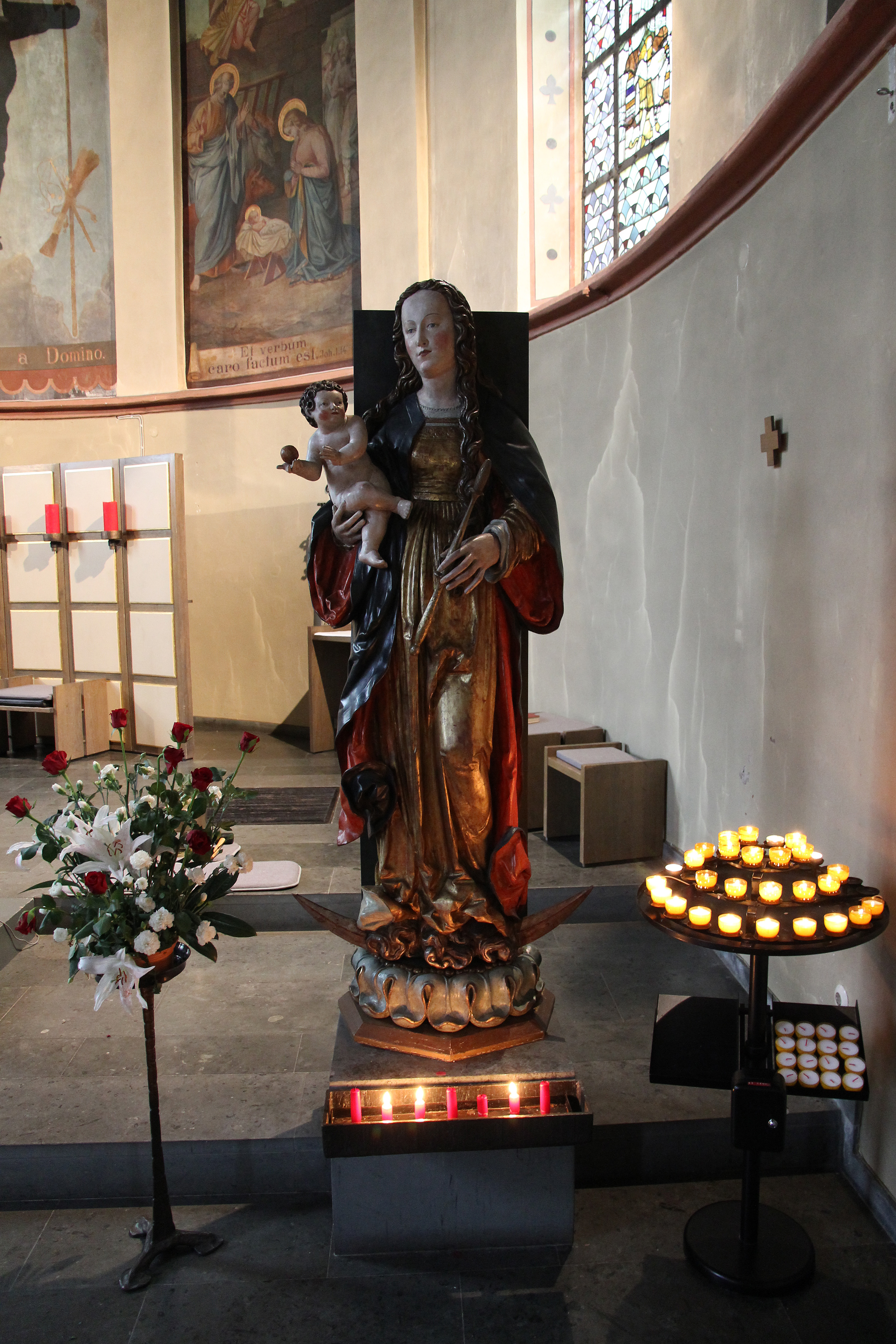
Madonna mit Kind
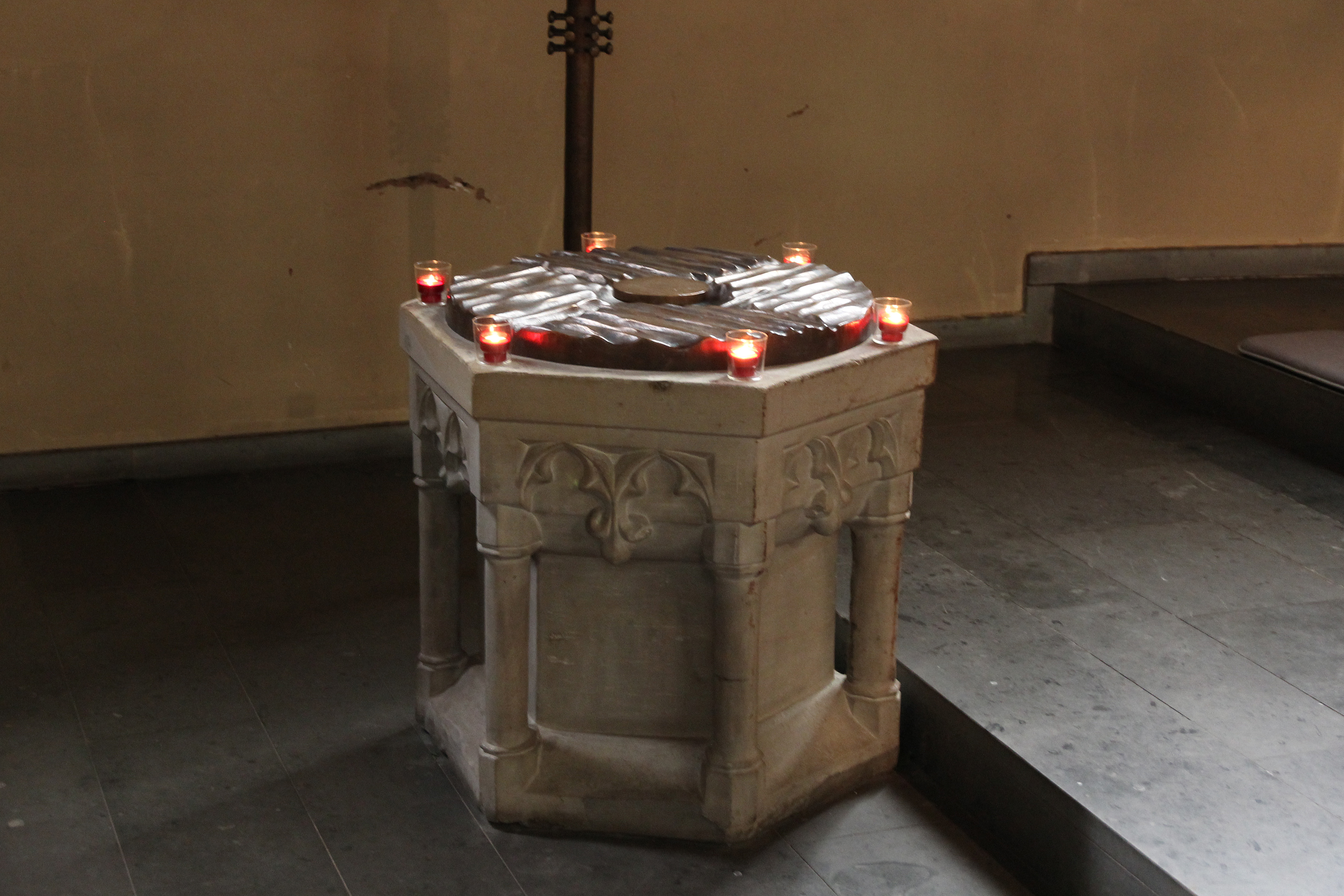
Taufstein
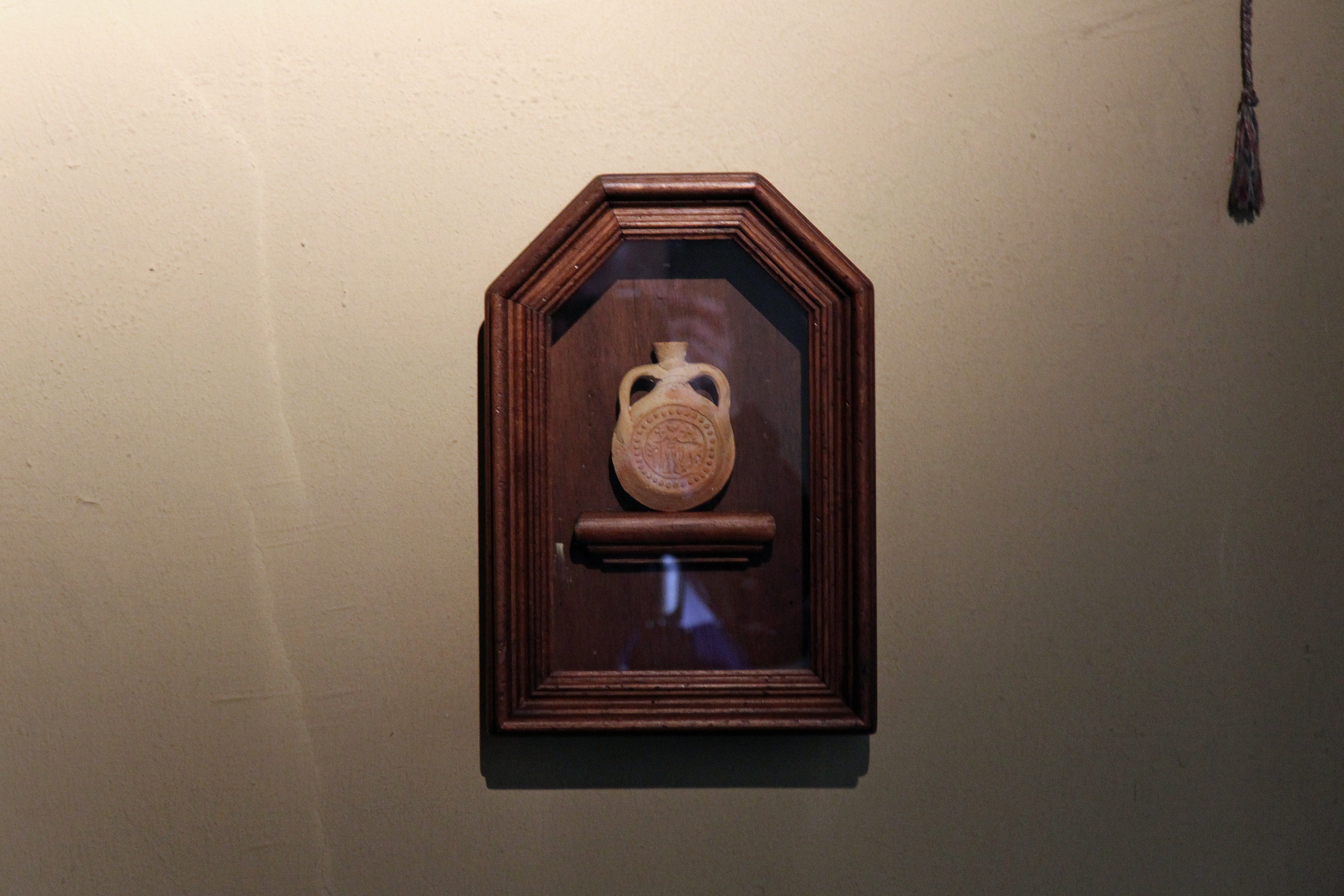
Menas-Ampulle

### Orgel und Glocken

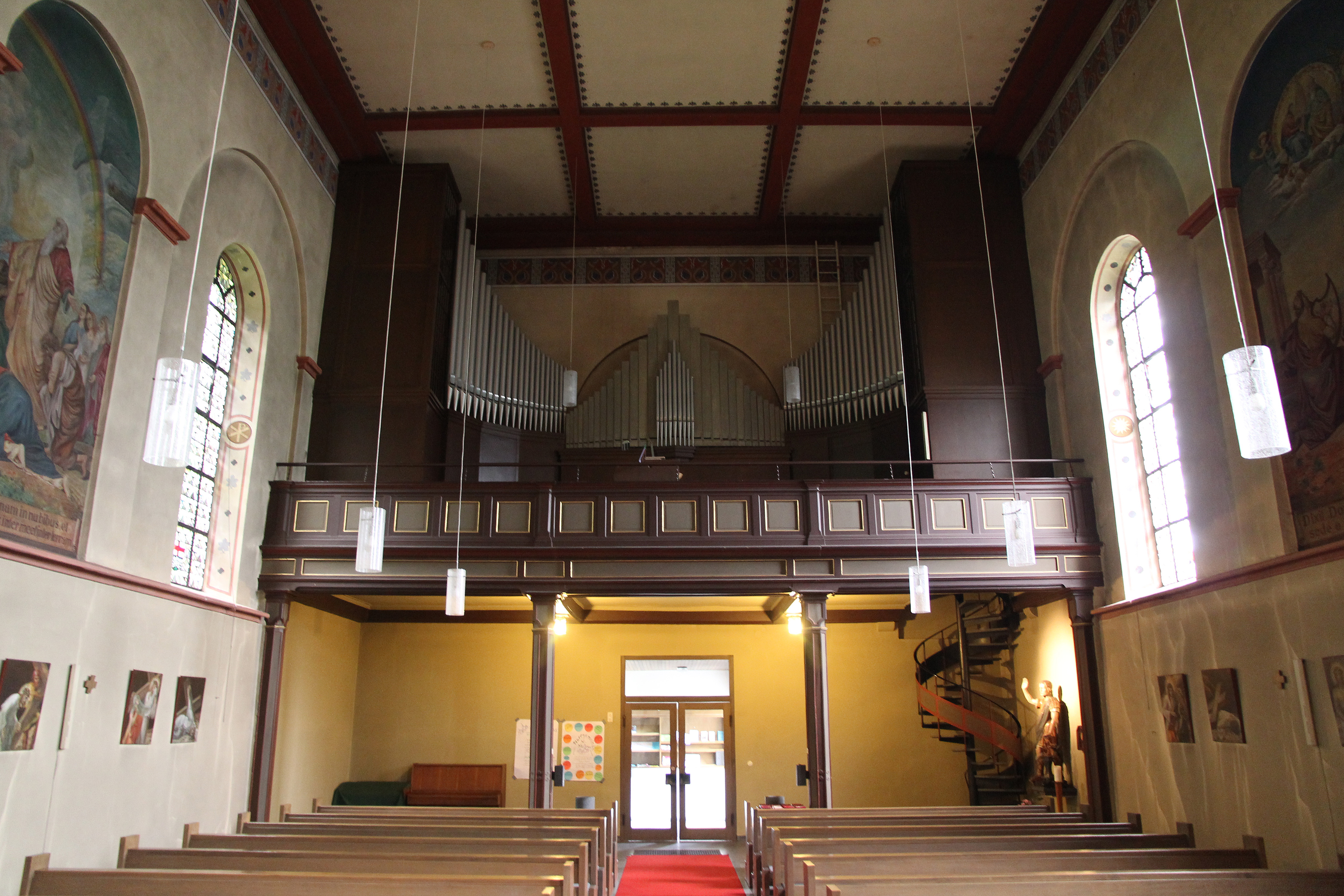
Innenraum mit der Orgel

Eine Orgel für St. Menas wurde 1844 von Carl August Buchholz erbaut. Das heutige Instrument mit zwei Manualen und Pedal stammt aus der Werkstatt Johannes Klais Orgelbau von 1942 und hat 22 Register. Dieses Opus 977 war das letzte Werk, das noch vor der kriegsbedingten Schließung des Betriebes 1943 ausgeliefert und aufgebaut werden konnte. Das System ist eine elektro-pneumatische Registerkanzelle mit mehreren Transmissionen ins Pedal.
Im Dachreiter hängen zwei Glocken (f und dis), die 1925 und 1929 von der Glockengießerei Mabilon aus Saarburg gegossen wurden.

## Pfarreiengemeinschaft
St. Menas ist Teil der „Pfarreiengemeinschaft Koblenz-Innenstadt Dreifaltigkeit“, zu der auch die Basilika St. Kastor, die Liebfrauenkirche und die Herz-Jesu-Kirche in der Altstadt sowie St. Josef in der Südlichen Vorstadt gehören.

## Denkmalschutz
Die Pfarrkirche St. Menas ist ein geschütztes Kulturdenkmal nach dem Denkmalschutzgesetz (DSchG) und in der Denkmalliste des Landes Rheinland-Pfalz eingetragen. Sie liegt in Koblenz-Stolzenfels im Waldweg.
Seit 2002 ist die Pfarrkirche St. Menas Teil des UNESCO-Welterbes Oberes Mittelrheintal.